# Preussia isabellae
Preussia isabellae är en svampart som beskrevs av Arenal, Platas & Peláez 2005. Preussia isabellae ingår i släktet Preussia och familjen Sporormiaceae.   Inga underarter finns listade i Catalogue of Life.